# Jaume de Gualbes i de Terrades
Jaume de Gualbes i de Terrades (m. ca. 1348) va ser un mercader, draper i ciutadà de Barcelona al segle xiv.
Segons Carme Batlle, sembla que va ser el primogènit del matrimoni de Joan Ferrer de Gualbes i de Valença de Terrades. Diu, a més, que a vegades és anomenat mercader i altres draper. Seguint la política matrimonial familiar, es va casar amb Serena Sarrovira, amb qui va tenir sis fills: Alamanda, Constança, Jaume, Ferrer o Ferreró, Ponç i Joan. Pel que fa als seus negocis, Jaume va formar una societat amb el seu germà Pere, en la qual va participar econòmicament la seva dona Serena, que va tenir molt d'èxit, fins al punt que s'ha afirmat que ambdós germans van tenir tanta envergadura com els mercaders i drapers de Flandes i van aconseguir establir i consolidar la fortuna familiar, que van assentar el camí dintre de la política vers a la conselleria i al Consell de Cent. D'altra banda, va ser un gran propietari a la ciutat, tenia nombroses mercaderies i un gran capital. Prova d'això és que va destinar 8.000 sous en concepte d'enterrament, obres pietoses i llegats testamentaris. Les seves darreres voluntats daten del 6 d'abril de 1348, època vers la qual devia morir de pesta. La seva dona li sobreviuria fins a 1372. Jaume va repartir equitativament la seva herència, primer 1.500 sous entre els seus fills casats, Alamanda, Constança i Jaume, com a suplement i legítima paterna al dot que ja havien rebut en casar-se; a més a aquest darrer, a Jaume, i els seus altres fills mascles els va llegar diners en metàl·lic, robes i mercaderies; en el cas de Joan, com que era menor, va quedar sota la tutela de la seva mare.